# 芙蓉蛋
芙蓉蛋（英語：Egg foo young）是一道中國粵菜，以叉燒、火腿、蝦仁、芽菜、韭菜、洋蔥等配料混以雞蛋煎製而成。這道菜式傳到美國後，變成類似西式蛋餅的食品。

## 命名和起源
芙蓉蛋起源於廣東省、還有其他南部沿海省份。芙蓉蛋的古代食譜難以考究，但相傳是清朝時代翰林院編修官朱善祥在雲南任主考官時，在當地餐館吃到這道菜，而其鮮味軟滑的質感讓他想起盛放的「白芙蓉花」，菜式因而命名。而對於芙蓉蛋的記載，可以追溯到清朝光緒13年（公元1887年）成書的《美味求真》，當中記載許多芙蓉菜式（這裏的「芙蓉」直指煎雞蛋），包括：芙蓉肉、芙蓉蟹、芙蓉蝦、芙蓉豆腐、芙蓉魚翅。

## 食譜
芙蓉蛋的各種製法和炒法均有不同。最普遍的食譜是，先準備材料：雞蛋、叉燒、蝦仁、豆芽、韭黃（生長過程中沒有接觸陽光的韭菜），調味料使用胡椒粉和鹽，還需要一些生粉。先把蝦仁和芽菜放入鍋中用水煲滾，芽菜稍後撈起備用。之後把叉燒、韭黃絲倒入鍋中用水煲滾半分鐘，之後全數撈起備用。然後加油熱鍋，把所有配料和蛋液倒入鍋中，翻煎兩面。最後，可以加配白飯和豉油一起食用。

### 《狼的煮法》變種
在1942年，正值第二次世界大戰時，美國飲食作家M·F·K·費希爾在其著作《狼的煮法》（How to Cook a Wolf）中編寫了一道名叫「基本芙蓉」的菜譜，該版本使用豬油、洋蔥、西芹、青椒和蘑菇作為配料。打勻後的雞蛋液放入西芹、青椒和蘑菇粒；之後先把洋蔥用豬油煎至金黃，倒入蛋液，翻煎兩面至金黃，之後上碟切成數塊享用。費希爾還補充道，可以加入蝦仁、白飯、炸杏仁碎來煎雞蛋。

## 在美國的發展

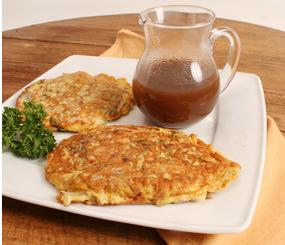
西式芙蓉蛋

從1850年代開始，加利福尼亞淘金潮吸引了來自世界各地的淘金者，其中包括許多來自廣州的華人移民。有些華人移民在當地經營中餐館，令到中餐逐漸傳入美國。在第二次世界大戰期間，中國成為同盟國，使到中餐在美國更受歡迎，芙蓉蛋也在此時傳入美國。在當地，芙蓉蛋變成類似西式蛋餅的餐點，並且通常配有或者覆蓋著大量的棕色的肉汁；但有些餐館的肉汁調配不當，導致芙蓉蛋在當地被視為一道「名聲不佳」的中菜。